# When the Wind Blows
When the Wind Blows (Quan el vent bufa, en català) és una pel·lícula d'animació originalment estrenada a Gran Bretanya a l'octubre de 1986, basada en la novel·la gràfica de Raymond Briggs amb el mateix nom. Dirigida per Jimmy Murakami, amb les veus de John Mills i Peggy Ashcroft.
La pel·lícula va ser fruit d'una segona col·laboració entre Briggs i laBBC, després de l'especial basat en un altre treball seu: The Snowman de 1982. Una novel·la gràfica posterior de Briggs, Ethel and Ernest de 1998, revela que la parella protagonista de Quan el vent bufa està basada en els seus propis pares.
Quan el vent bufa és un híbrid entre dibuixos animats i tècnica stop-motion. Els personatges de Jim i Hilda Bloggs estan dibuixats, però la seva llar i la majoria dels objectes que hi ha en ella són reals.
La banda sonés de la pel·lícula incorpora música de Roger Waters i David Bowie (que van interpretar la cançó dels crèdits), Genesis, Squeeze i Paul Hardcastle.

## Argument
La pel·lícula descriu un atac nuclear al Regne Unit orquestrat per la Unió Soviètica, des de la perspectiva d'un matrimoni jubilat, Jim i Hilda Bloggs.
La pel·lícula, ambientada en els anys vuitanta, ens mostra com Jim per mitjà d'una notícia de la ràdio s'assabenta que a qualsevol moment la guerra entre el Regne Unit i la Unió Soviètica podria esclatar així que per mitjà d'uns fullets del govern comença amb la construcció d'un refugi nuclear, mientra Hilda s'ocupava dels problemes a la casa.
Per fi passats 3 dies després de l'informe de la ràdio, esclata la guerra, Jim i Hilda entren ràpidament al refugi mentre l'explosió destrueix el lloc, veient la situació Jim li diu a Hilda que per res del món ha de sortir del refugi. Però en comptes d'estar en el refugi els 14 dies que esmentaven els fullets solament hi duren 2 dies. En estar exposats a les altes dosis de radiació, beure pluja radioactiva i no protegir-se en sortir de la seva casa, la radiació els comença a afectar, sobretot a Hilda, que pateix caiguda de cabell, sagnat de genives i desorientació.
5 dies després de l'atac, la parella de jubilats ja moribunds decideixen ficar-se al refugi pensant àdhuc que les potències (que de segur van ser destruïdes en la guerra) els salvarien. La pel·lícula acaba amb la parella ficada al refugi pregant, cosa que deixa amb el dubte que passa amb la resta del món, si aquest també es veu afectat o solament el Regne Unit i l'URSS.

## Banda sonora

### Llistat de temes
Totes les cançons són escrites per Waters i interpretades per ell i The Bleeding Heart Band, excepte on s'indiqui. En algunes versions de l'àlbum, les pistes de Roger Waters es reuneixen en una sola cançó de 24:26 minuts. La lletra de la cançó final, "Folded Flags", compta amb una referència a la cançó "Hey Joe" en les línies "Hey Joe, where you goin' with that gun in your hand?" ("Hey Joe, on vas amb aquesta pistola a la mà?") i "Hey Joe, where you goin' with that dogma in your head?" ("Hey Joe, on vas amb aquest dogma al teu cap?").
1. "When the Wind Blows" (Bowie, Erdal Kizilcay) – 3:35
  - Interpretada per David Bowie
2. "Facts And Figures" (Edgar Sampson) – 4:19
  - Interpretada per Hugh Cornwell
3. "The Brazilian" (Tony Banks, Phil Collins, Mike Rutherford) – 4:51
  - Interpretada per Genesis
4. "What Have They Done?" (Chris Difford, Glenn Tilbrook) – 3:39
  - Interpretada per Squeeze
5. "The Shuffle" (Hardcastle) – 4:16
  - Interpretada per Paul Hardcastle
6. "The Russian Missile" – 0:10
7. "Towers of Faith" – 7:00
8. "Hilda's Dream" – 1:36
9. "The American Bomber" – 0:07
10. "The Anderson Shelter" – 1:13
11. "The British Submarine" – 0:14
12. "The Attack" – 2:53
13. "The Fall Out" – 2:04
14. "Hilda's Hair" – 4:20
15. "Folded Flags" – 4:51

### Personal

#### The Bleeding Heart Band
- Roger Waters – baix, guitarra, veu a "Towers of Faith" i "Folded Flags"
- Jay Stapley – guitarra
- John Gordon – baix
- Matt Irving – Teclats, òrgan
- Nick Glennie-Smith – piano, òrgan
- John Linwood – Linn programació
- Freddie Krc – bateria, percussió
- Mel Collins – saxofon
- Clare Torry – Cors a "Towers of Faith"
- Paul Carrack – Teclats i veu a "Folded Flags"